# Satellite Sentinel Project

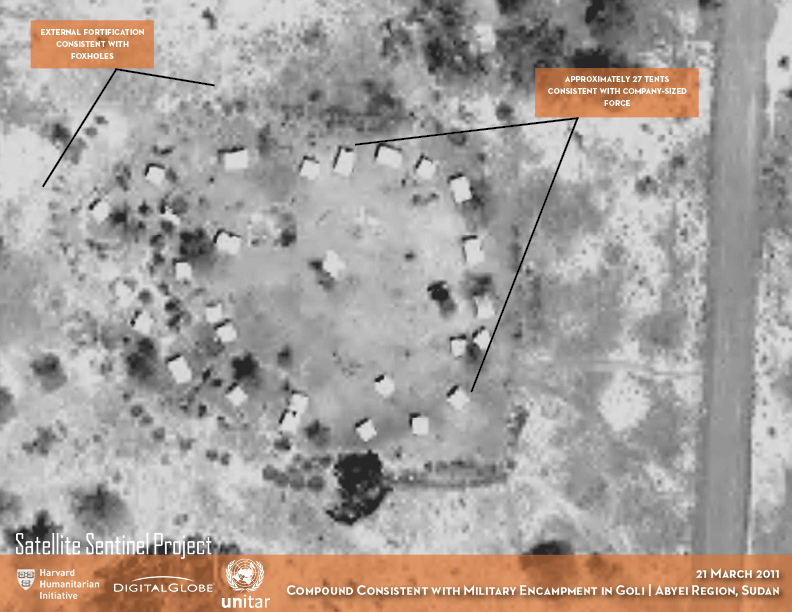
Goli, Feldlager, 21. März 2011.

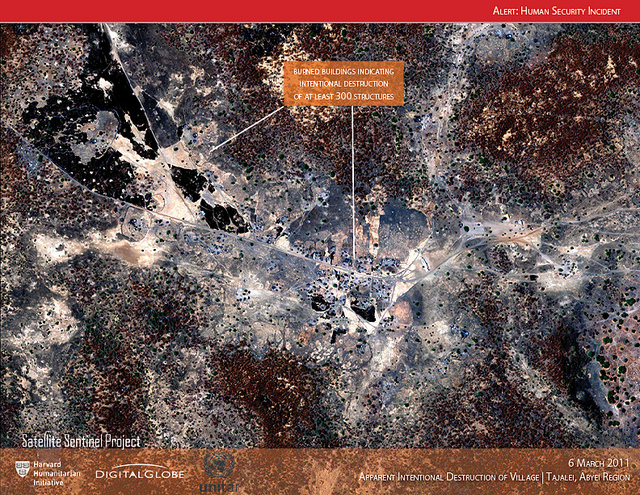
Satellitenbild der Brandes von Tajalei, 6. März 2011

Das Satellite Sentinel Project (SSP) wurde von George Clooney zusammen mit John Prendergast, dem Mitgründer des Enough Project, während eines Besuchs des Südsudan im Oktober 2010 erdacht. Es kombiniert die Analyse von Satellitenfotos und Erfahrungsberichte mit Googles Map Maker Technologie. Auch herkömmliche Videoaufnahmen werden verwendet. Dies soll ein erneutes Aufflammen des Sezessionskrieges im Südsudan verhindern.
Das SSP hat zuerst die vollkommene Zerstörung der Dörfer Maker Abior, Todach und Tajale in der umkämpften Abyei-Gebiet bestätigen können. Das Projekt hat Beweismaterial über Kriegsverbrechen in Abjei durch das Regime in Khartum dem Internationalen Strafgerichtshof (IStGH) und dem UNO-Sicherheitsrat zur Prüfung übergeben.
Das Projekt ist durch die Zusammenarbeit von Not On Our Watch, dem Enough Project, Google, dem Ausbildungs- und Forschungsinstitut der Vereinten Nationen (UNITAR), dem UNOSAT-Programm, DigitalGlobe, der Harvard Humanitarian Initiative und Trellon entstanden.
Not On Our Watch hat das Gründungskapital bereitgestellt und trägt mit Lageberichten sowie Analysen der politischen Situation zum Projekt bei. UNITAR und UNOSAT analysieren die Satellitenbilder. Sie arbeiten mit Google und Trellon zusammen, um die Web-Plattform zu erstellen. DigitalGlobe stellt die Satellitenbilder sowie zusätzliche Analysen bereit.
Es ist das erste öffentliche Projekt, das systematisch potentielle Krisenherde und Sicherheitsrisiken entlang einer Grenze innerhalb von nur 24–36 Stunden entdecken und die Daten veröffentlichen soll. Das Ziel ist es, humanitäre Katastrophen zu verhindern.